# Université publique d'El Alto
L'Université publique d'El Alto (en espagnol : Universidad Pública de El Alto ; UPEA) est une université publique de Bolivie située dans la ville d'El Alto dans le département de La Paz. L'institution publique compte huit secteurs et 37 cheminements de carrière dans les domaines de la médecine, de l'ingénierie, de la technologie et des sciences sociales, politiques et économiques. Son fonctionnement s'inscrit dans le statut de l'université approuvé en 2007.
En date de l'année 2017, l'UPEA compte un total de 47 861 étudiants et de 8 578 diplômés. Selon le Classement Web d'Universités, Webometrics 2021, l'UPEA occupe la trentième position des meilleures universités boliviennes.

## Histoire
En 1957, les institutions sociales d'El Alto signent des accords avec l'Université supérieure de San Andrés (UMSA) de La Paz, pour créer une faculté avec des profils de formation technique.
La population d'El Alto voulait que l'université ait des cours de formation professionnelle, et non seulement technique. Les habitants de la ville se mobilisent pour parvenir à une université qui dispose d'une plus grande offre académique. 

### Création
Le 5 septembre 2000 après des mobilisations sociales, la loi 2115 est promulguée et crée l'Université publique d'El Alto, qui obtiendra son autonomie en cinq ans, période pendant laquelle elle serait sous la responsabilité d'un conseil formé par le ministère bolivien de l'Éducation et d'autres agences gouvernementales. Selon la loi de sa création, l'entité ayant la plus haute décision à l'université serait le Conseil pour le développement institutionnel (CDI), dans lequel étaient insérés les membres des organisations sociales de la ville d'El Alto qui avaient peu de relations avec le milieu académique. L'UPEA a entamé un processus d'institutionnalisation, l'Honorable conseil universitaire (HCU) a été réintégré.

### Autonomie
En novembre 2003, sous le gouvernement de Carlos Mesa, un amendement est apporté à la loi 2115 qui garantit l'autonomie universitaire de l'UPEA. Au cours des dernières années, l'université est un acteur principal dans : la défense de la démocratie et de l'autonomie universitaire[réf. nécessaire].

## Campus

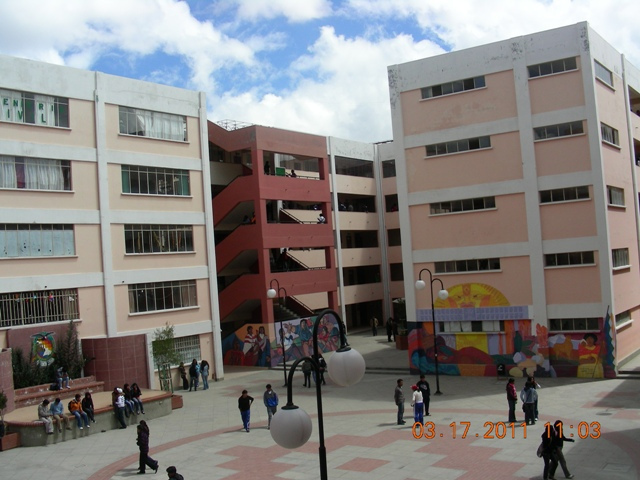
Vue de l'Université publique d'El Alto.

L'UPEA compte plusieurs campus dans différentes municipalités du département de La Paz telles que : 
- Achacachi
- Caranavi
- Viacha
- Ancoraimes

- Coroico - Cruz Loma
- Mapiri - Chalopampa
- Palos Blancos
- San Antonio
- Batallas[8]

## Champs d'étude
L'Université est subdivisée, aux fins de son administration et du développement des connaissances, en secteurs de champs d'études administrés par un doyen et par un directeur.

### Sciences de la santé
Ce sont des carrières annuelles d'avancement académique et administratif. Le secteur est composé des métiers suivants :
- Médicament
- Odontologie
- Allaitement
- Nutrition et diététique
- Technologie en mécanique dentaire

### Génie du développement technologique et productif
Le secteur est composé des métiers suivants :
- Génie électronique
- Génie électrique
- Génie de la production commerciale
- Génie autotronique
- Génie textile
- Génie de l'environnement

### Sciences économiques
Le secteur est composé des métiers suivants :
- Économie
- Comptabilité publique
- Administration des affaires
- Tourisme et gestion hôtelière
- Commerce international

### Agronomie
Le secteur est composé des métiers suivants :
- Médecine vétérinaire et zootechnie
- Génie et industrie de l'élevage
- Génie agronomique

### Sciences sociales
Le secteur est composé des métiers suivants :
- Sociologie
- Travail social
- Sciences de la communication sociale
- Psychologie
- Sciences du développement
- Histoire
- Linguistique et langues

### Sciences de l'éducation
Le secteur est composé des métiers suivants :
- Sciences de l'éducation
- Éducation à la petite enfance
- Psychomotricité et sports

### Sciences et arts de l'habitat
Le secteur est composé des métiers suivants :
- Architecture
- Arts plastiques

### Science et technologie
Le secteur est composé des métiers suivants :
- Génie gazier et pétrochimique
- Génie civil

### Champs hors secteur
Ce sont des champs d'étude qui, n'appartenant à aucun secteur de l'université, sont sous l'administration du vice-chancelier qui agit en tant que doyen de facto. Il s'agit des champs d'étude suivants :
- Droit
- Science politique
- Génie des systèmes
- Sciences physiques et énergies alternatives